# Городнє (Богодухівський район)
Горо́днє — село в Україні, у Краснокутській селищній громаді Богодухівського району Харківської області. Населення — 985 осіб. До 2020 орган місцевого самоврядування — Козіївська сільська рада.

## Географія

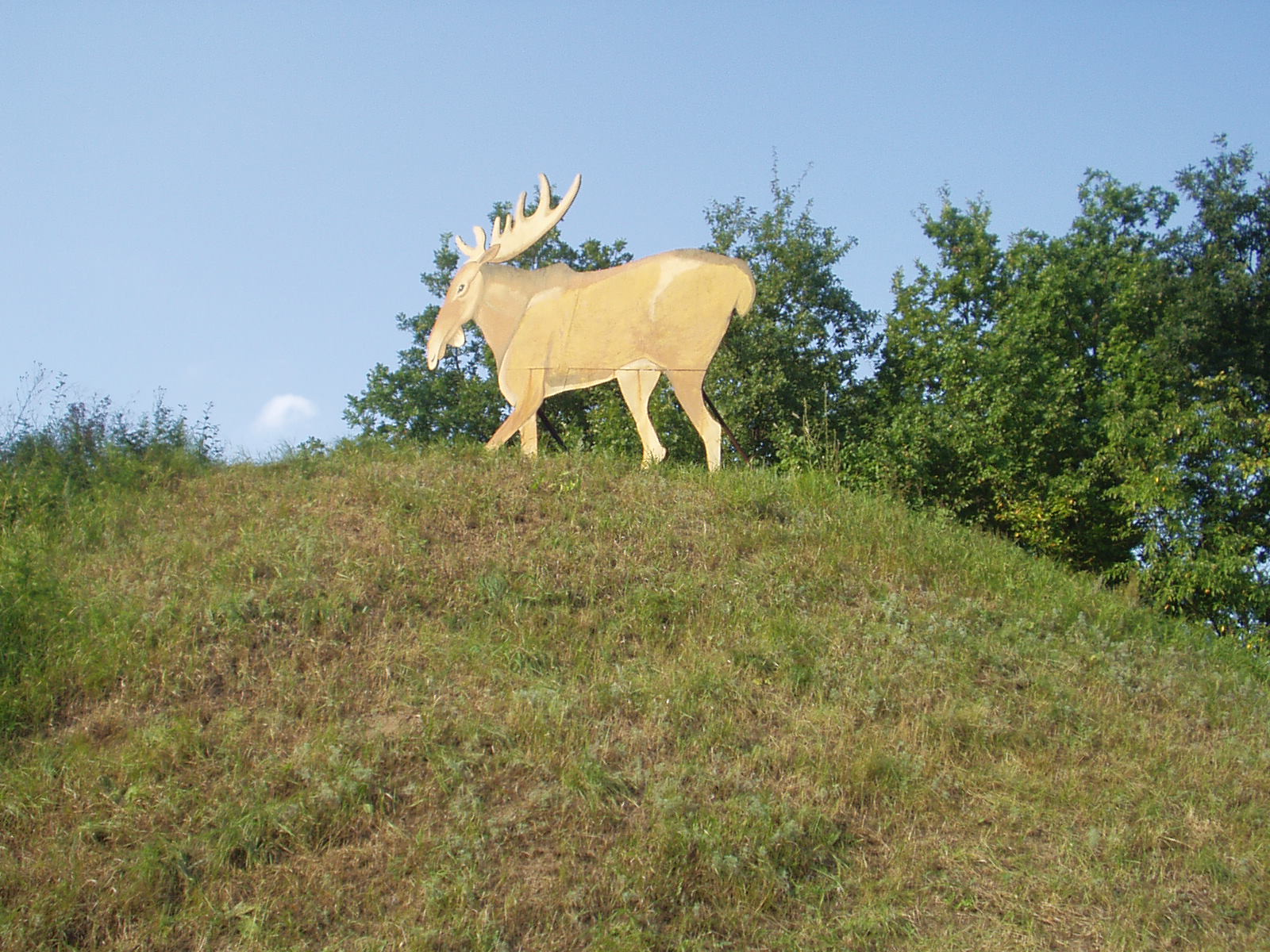
Городище в с. Городне Краснокутського району

Село Городнє знаходиться на правому березі річки Мерла, вище за течією на відстані 4 км розташоване село Полкова Микитівка, нижче за течією на відстані 2 км розташоване село Чернещина, на протилежному березі — селище Пильнянка. Через село протікає пересихаюча річечка Городенька з численними загатами. Вище по її течії до села примикає село Козіївка. Через село проходить автомобільна дорога Т 1701 (Т 1702). Село оточене великими лісовими масивами (дуб).
На південній околиці села, в урочищі Замок, на окремому узвишші, над заплавою правого берега р. Мерла (у місці впадіння в неї її лівої притоки р. Мерчик), знаходиться городище «Замок» — пам'ятка археології національного значення.

## Історія

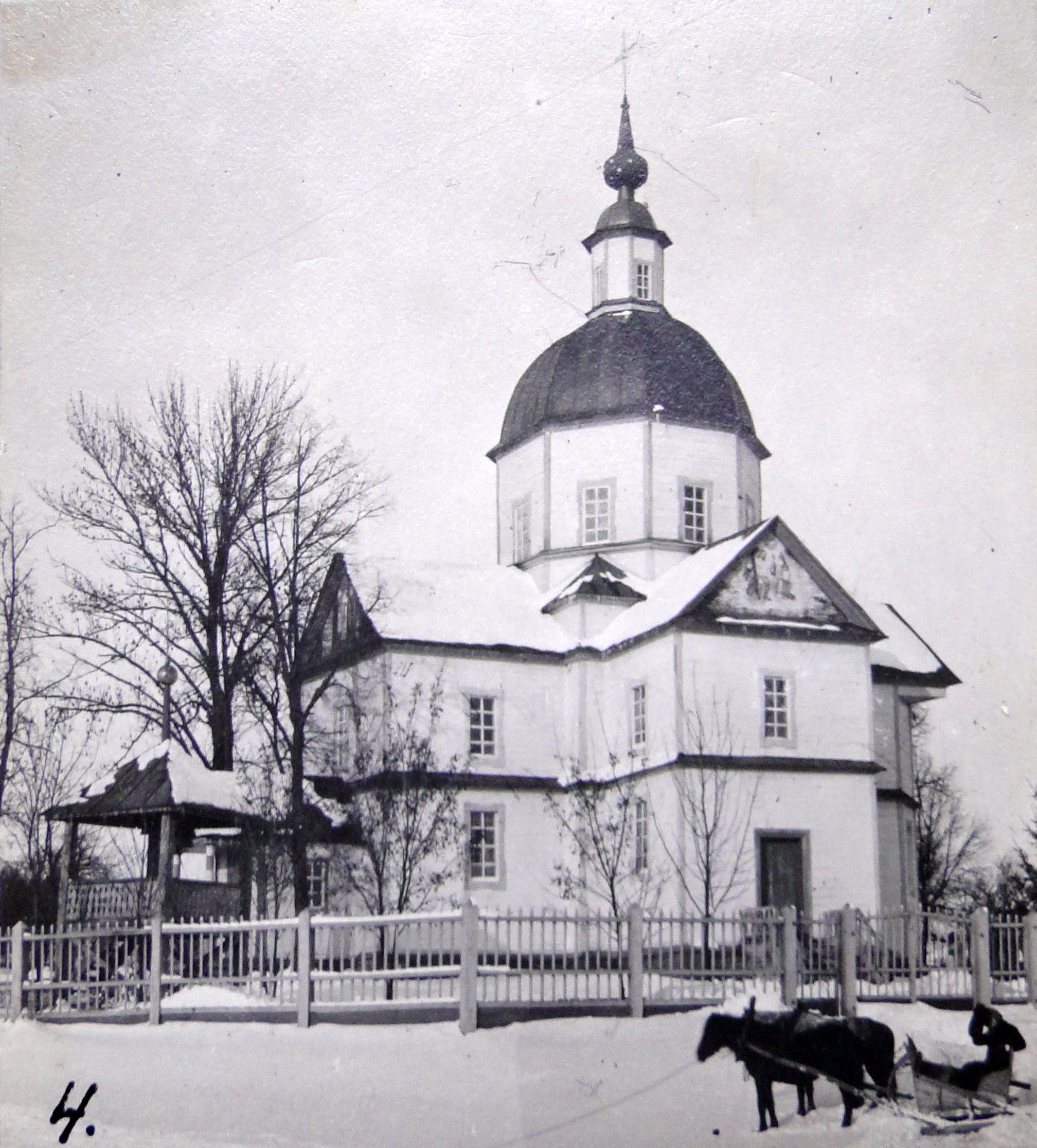
Миколаївська церква в Городному Богодухівського повіту, 1914 рік, світлина Стефана Таранушенка

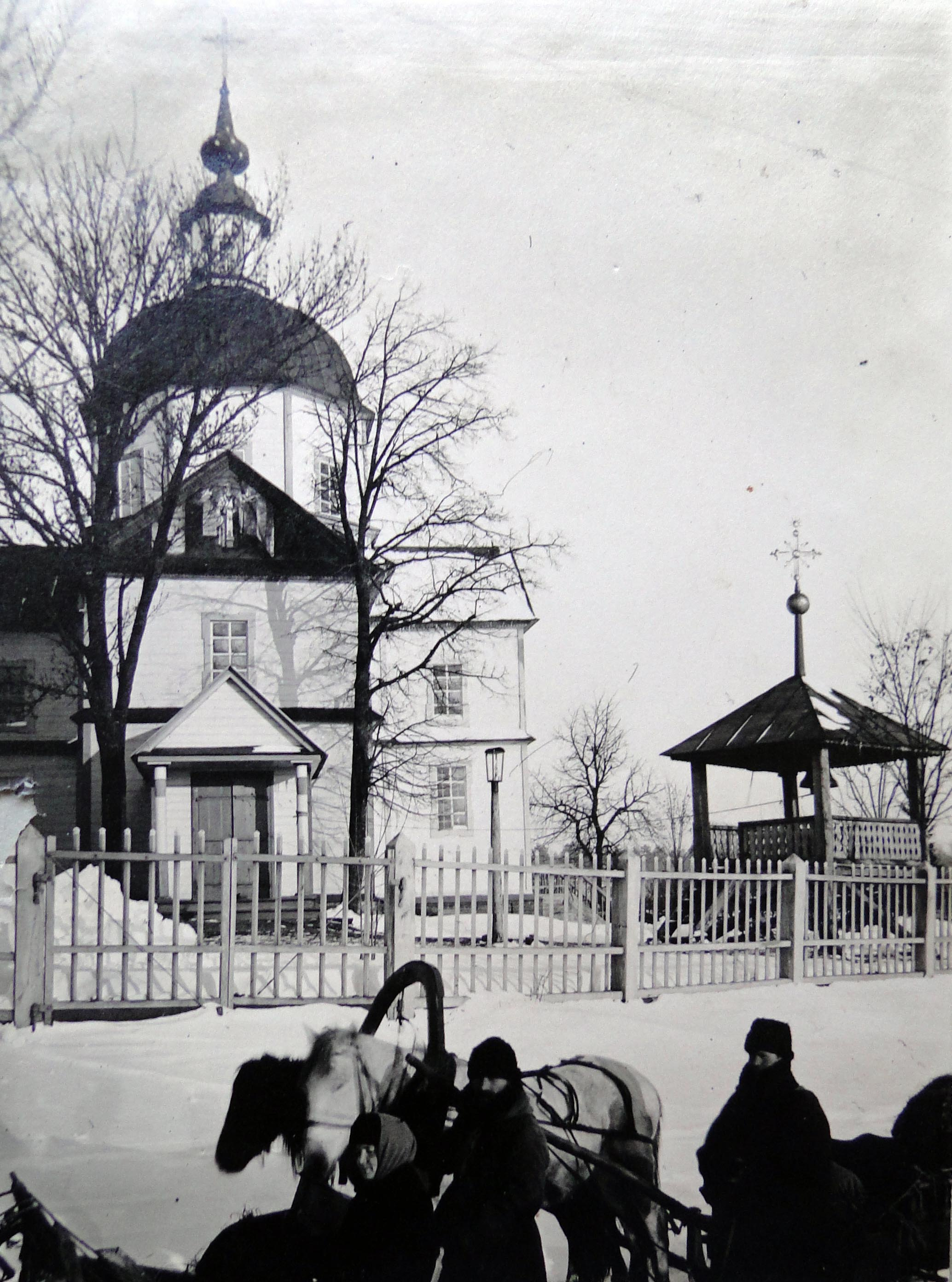
Миколаївська церква в Городному Богодухівського повіту, 1914 рік, світлина Стефана Таранушенка

Городнє одне з найдавніших поселень Слобожанщини.
Ще на картах Боплана на його місці позначено розташування давнього Городного городища. Це городище неодноразово згадується в різноманітних документах 17 сторіччя ще до моменту заснування там острогу та/або послення. В тому числі, згадується воно і в докуменатах Речі Посполитої.
Городний острог на місці Городного городища був заснований в 1647 році "служивими людьми" Московської держави. Ці "служиві" повинні були знаходитись в цьому острозі в загальній кількості по 100 осіб на змінній ротаційній основі. Фактично вони там не жили при цьому, а лише тимчасово проходили службу.
В 1654 році залогу "служивих людей" з Городного острогу було повністю виведено, а на їх місце вже на "вічне життя" (тобто власне на повноцінне проживання, а не проходження служби) прийшла група українських переселенців. В подальші роки кількість переселенців збільшувалась в кілька хвиль. Фактично нащадки цих переселенців живуть в Городньому і донині. 
12 червня 2020 року, розпорядженням Кабінету Міністрів України № 725-р «Про визначення адміністративних центрів та затвердження територій територіальних громад Харківської області», увійшло до складу Краснокутської селищної громади.
19 липня 2020 року, в результаті адміністративно-територіальної реформи та ліквідації Краснокутського району, село увійшло до складу Богодухівського району.

## Культура

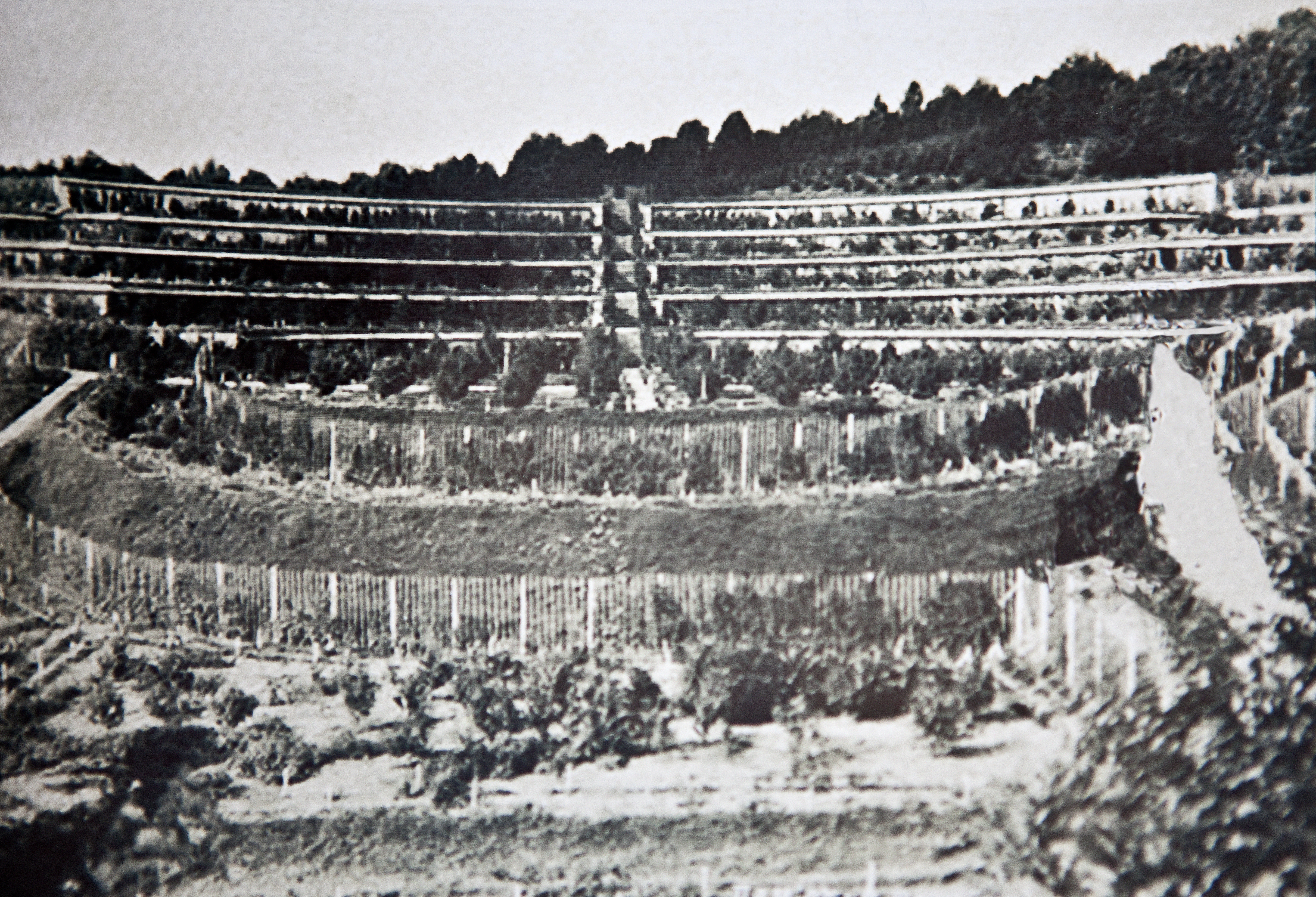
Терасний сад садиби Харитненків. Фото приблизно 1950-х років

У селі щороку проходить Етнофестиваль «Співочі тераси». Особливість проекту полягає у тому, що він відбувається на території архітектурної пам'ятки «Співочі тераси». У свій час (кінець ХІХ — початок ХХ століття), тут відбувалися концерти відомих людей, збиралися художники, музиканти, театри київських та харківських навчальних закладів.

## Відомі люди
1934 року в Городнєму народився Літко Анатолій Якович (*1934 — †27 лютого 2008) — заслужений діяч мистецтв України, режисер.

## Галерея
Терасний сад садиби Харитоненків «Співочі тераси» (кінець ХІХ — початок ХХ століття)

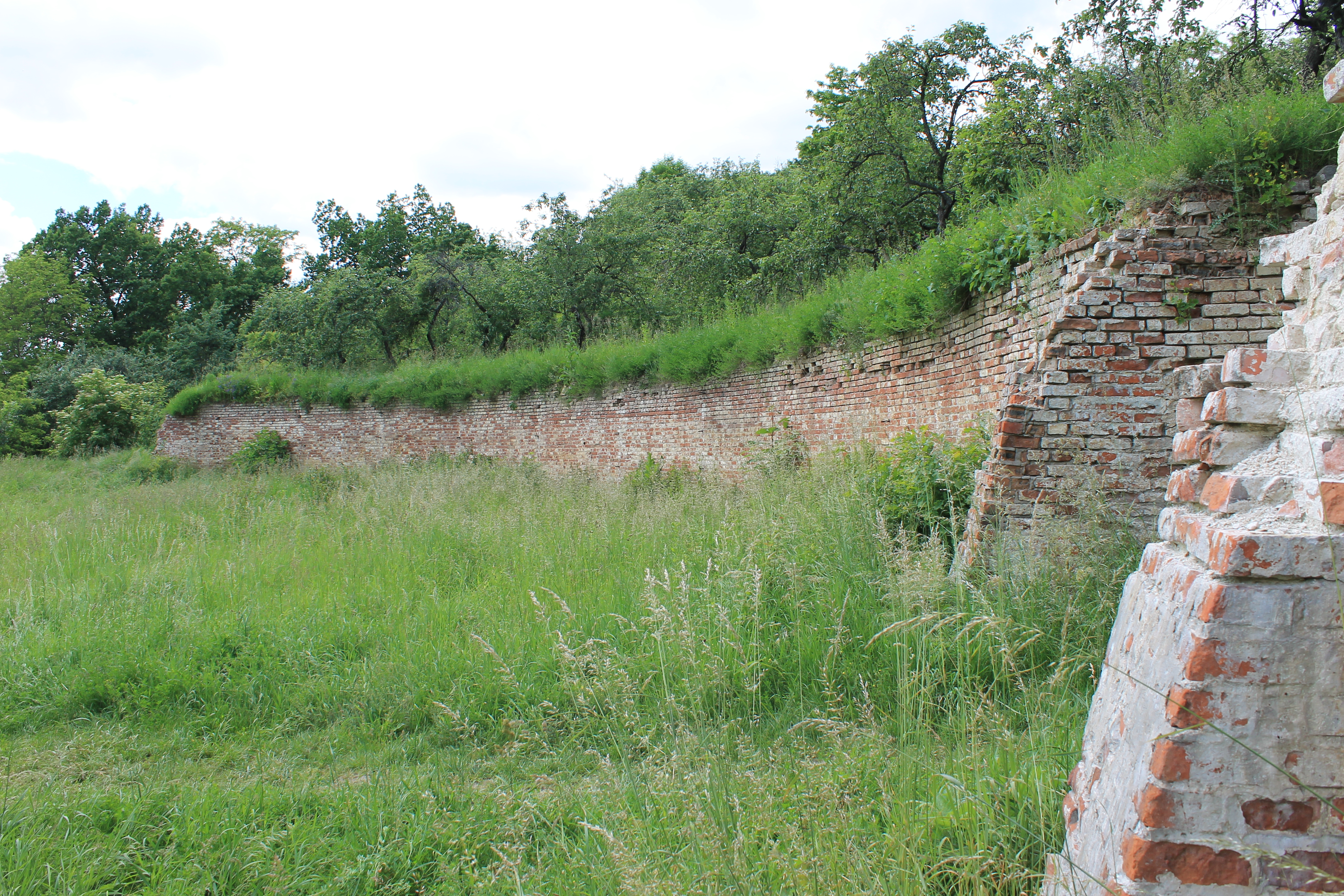
Терасний сад садиби Харитоненків "Співочі тераси"
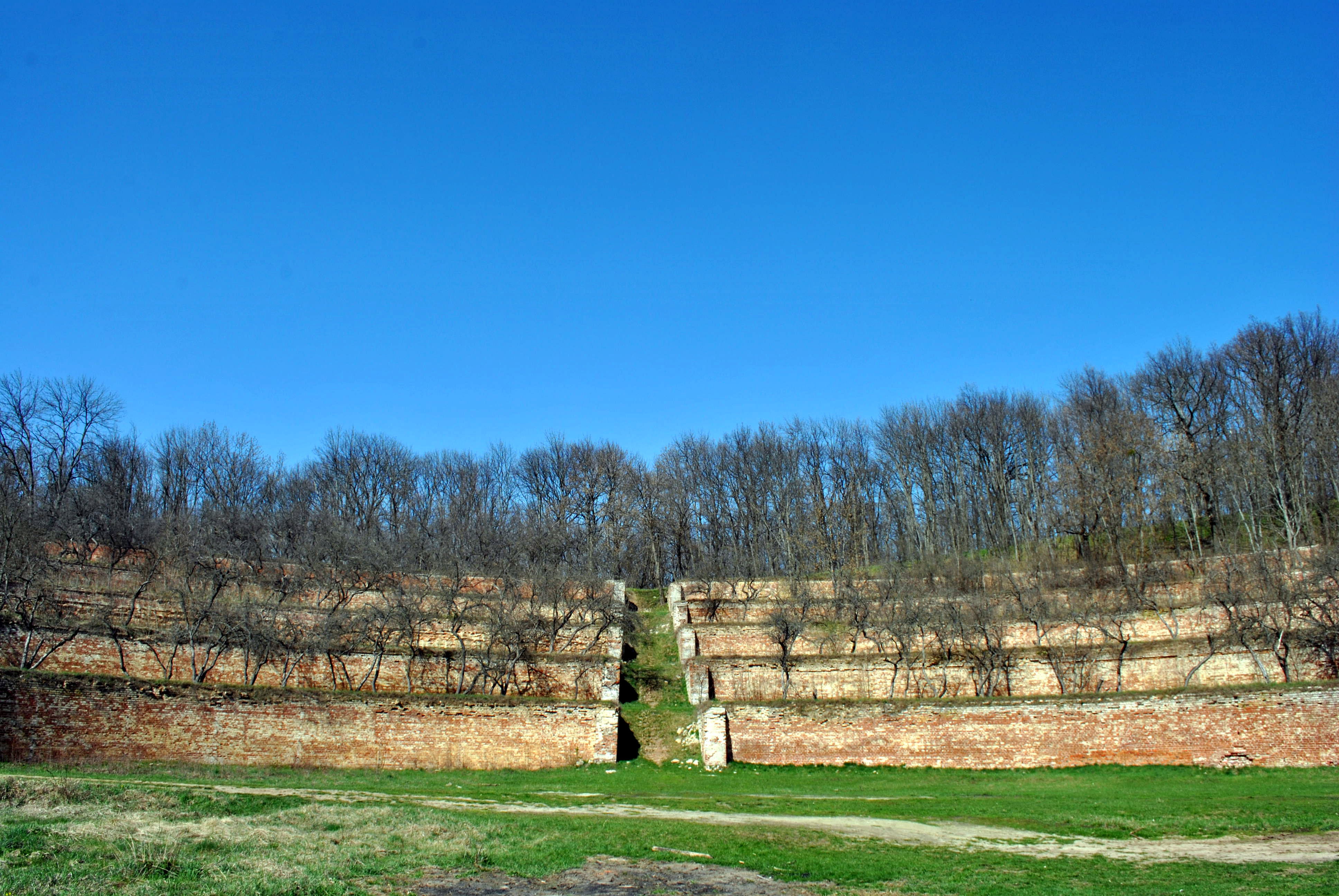
Вид спереду
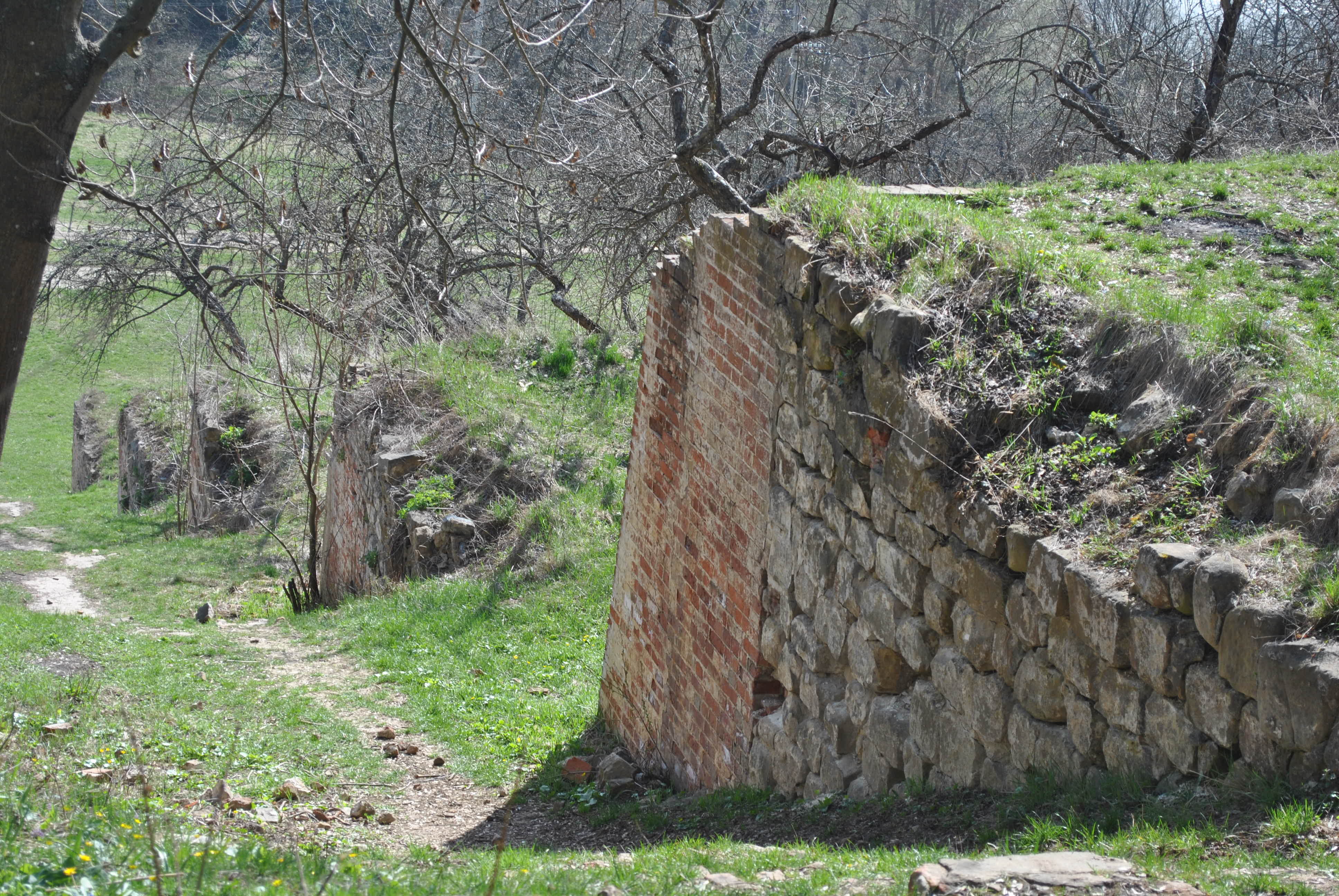
Вид збоку
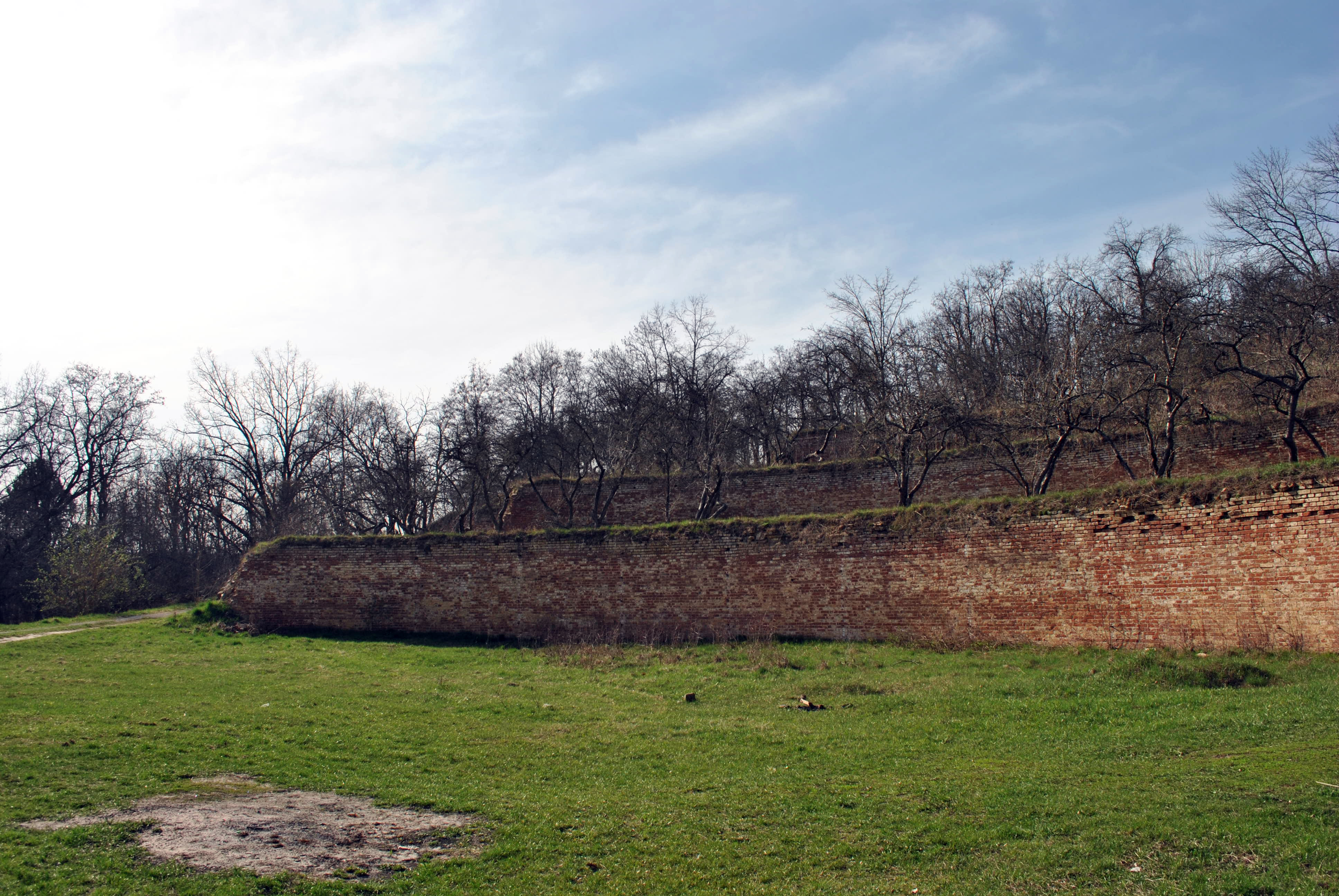
Ліве крило терасного саду
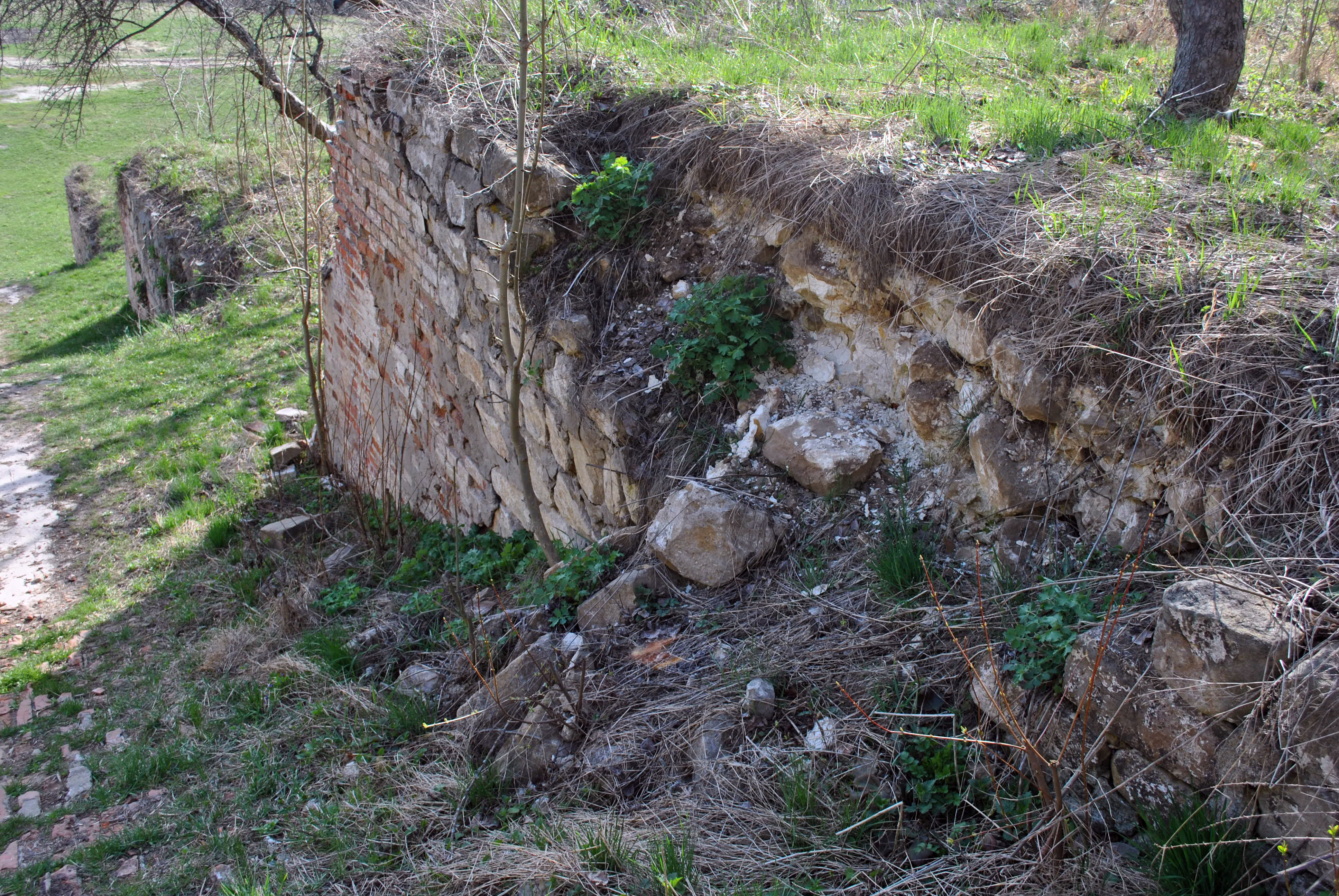
Стара та нова кладки терасного саду
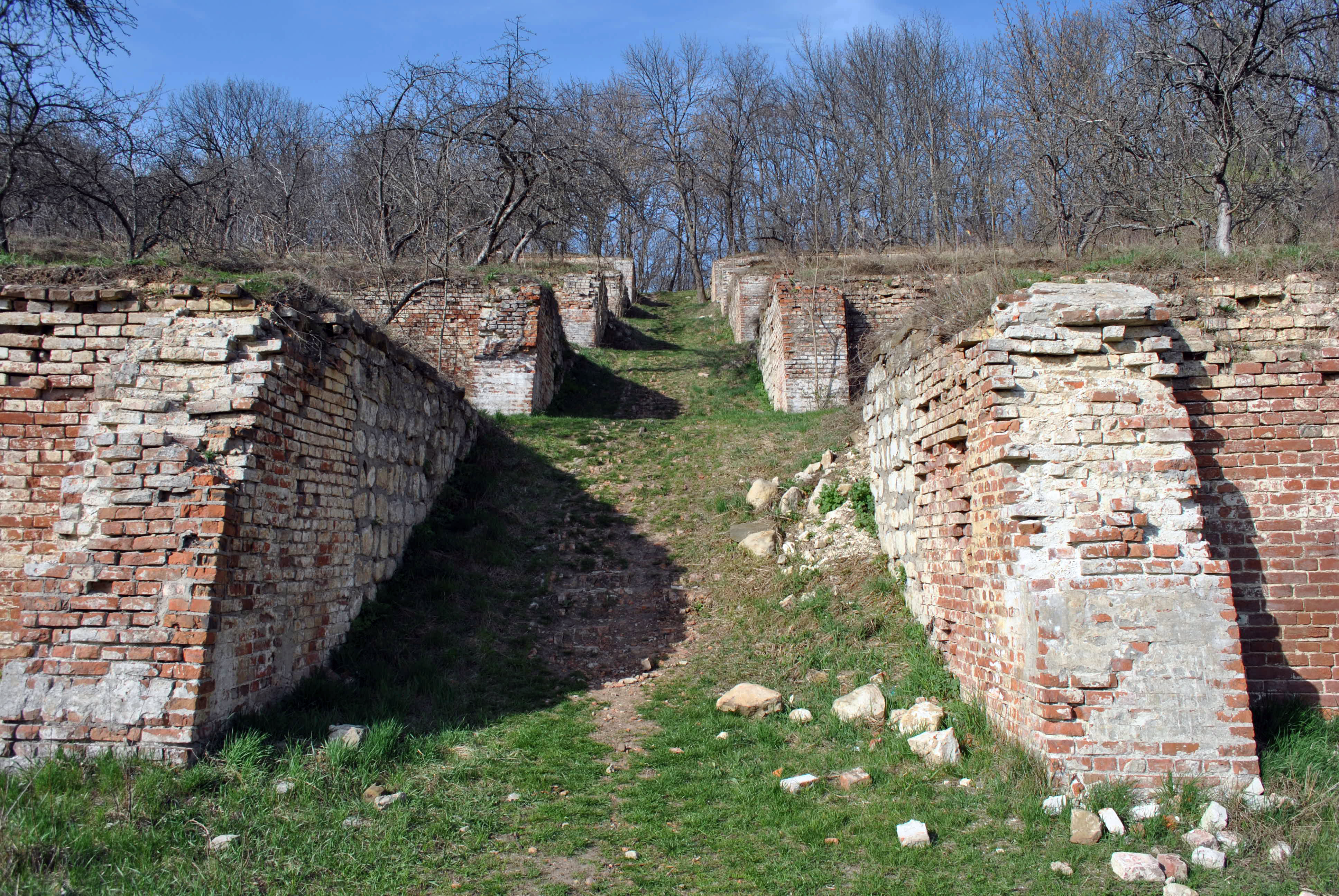
Сходи
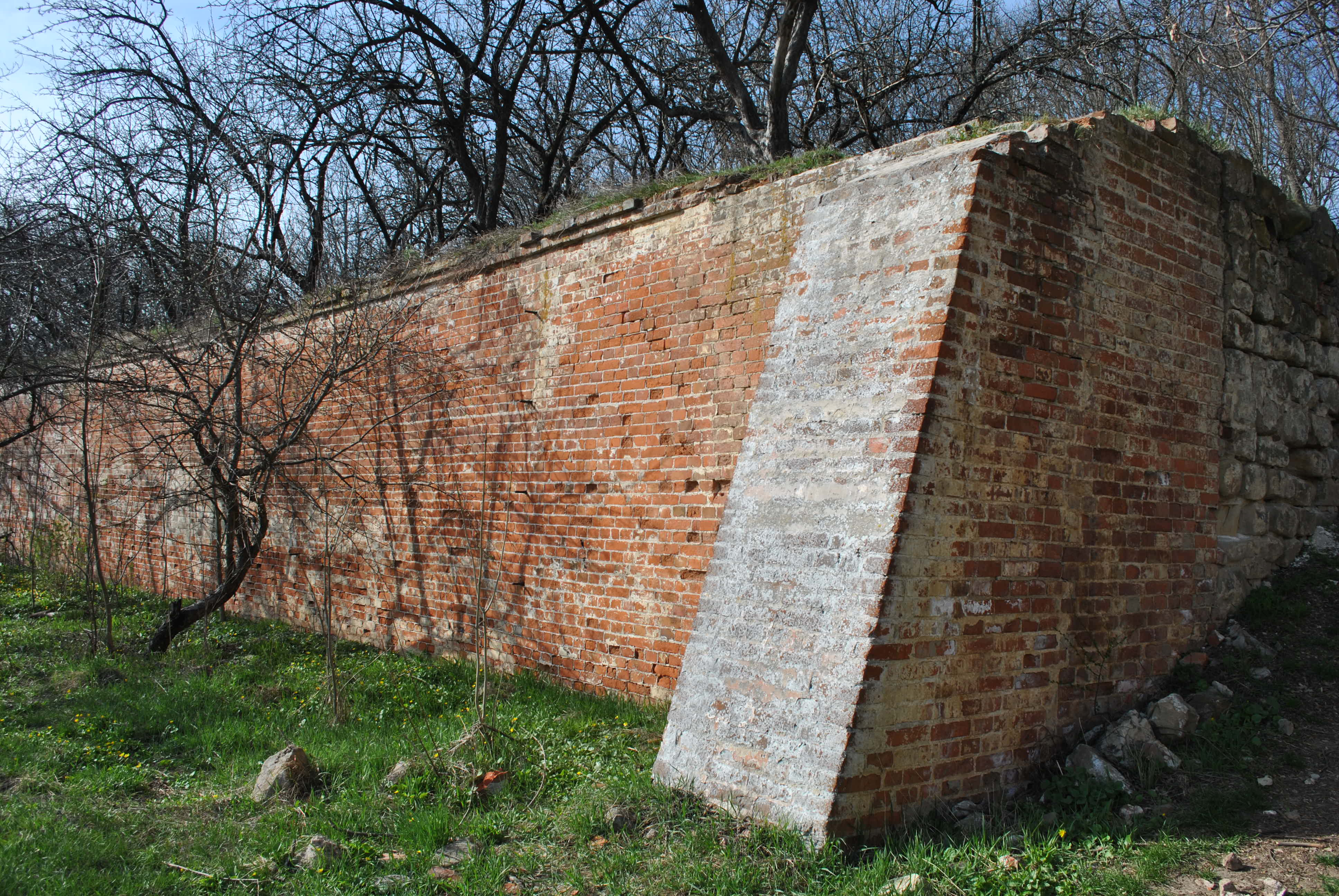
Цегляна кладка для зміцнення
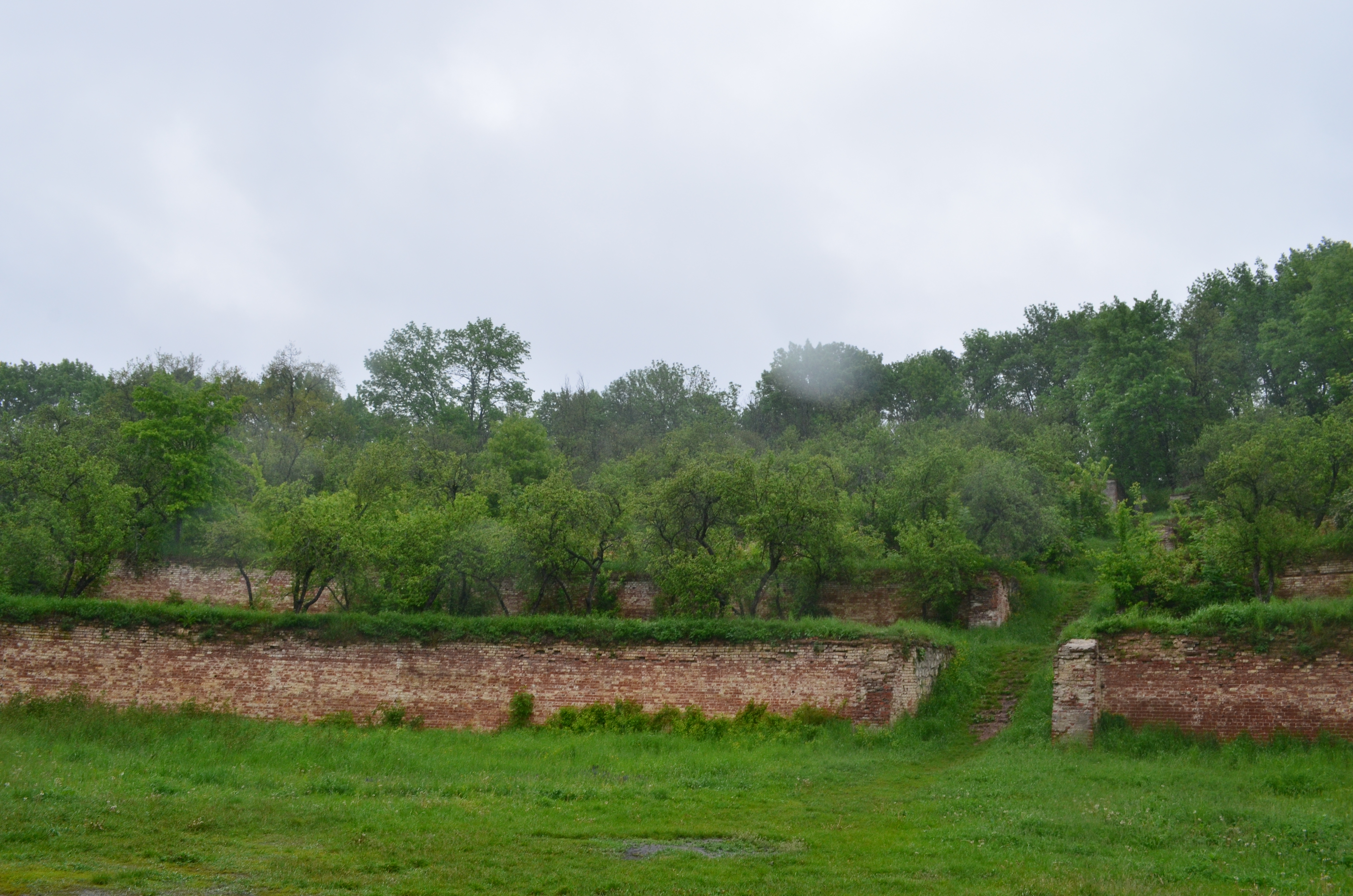
Вид справа
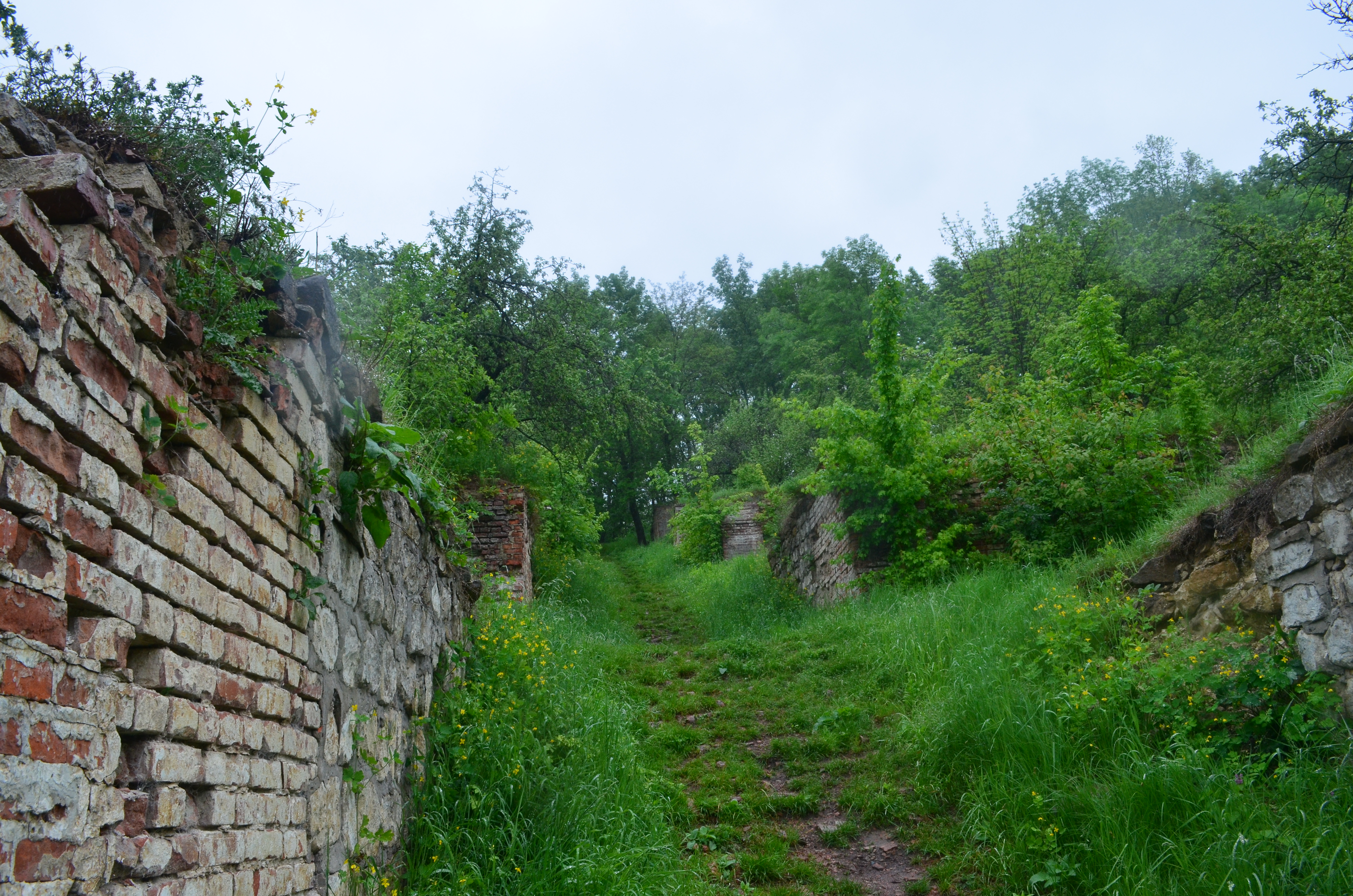
Східці між терасами. Вид знизу
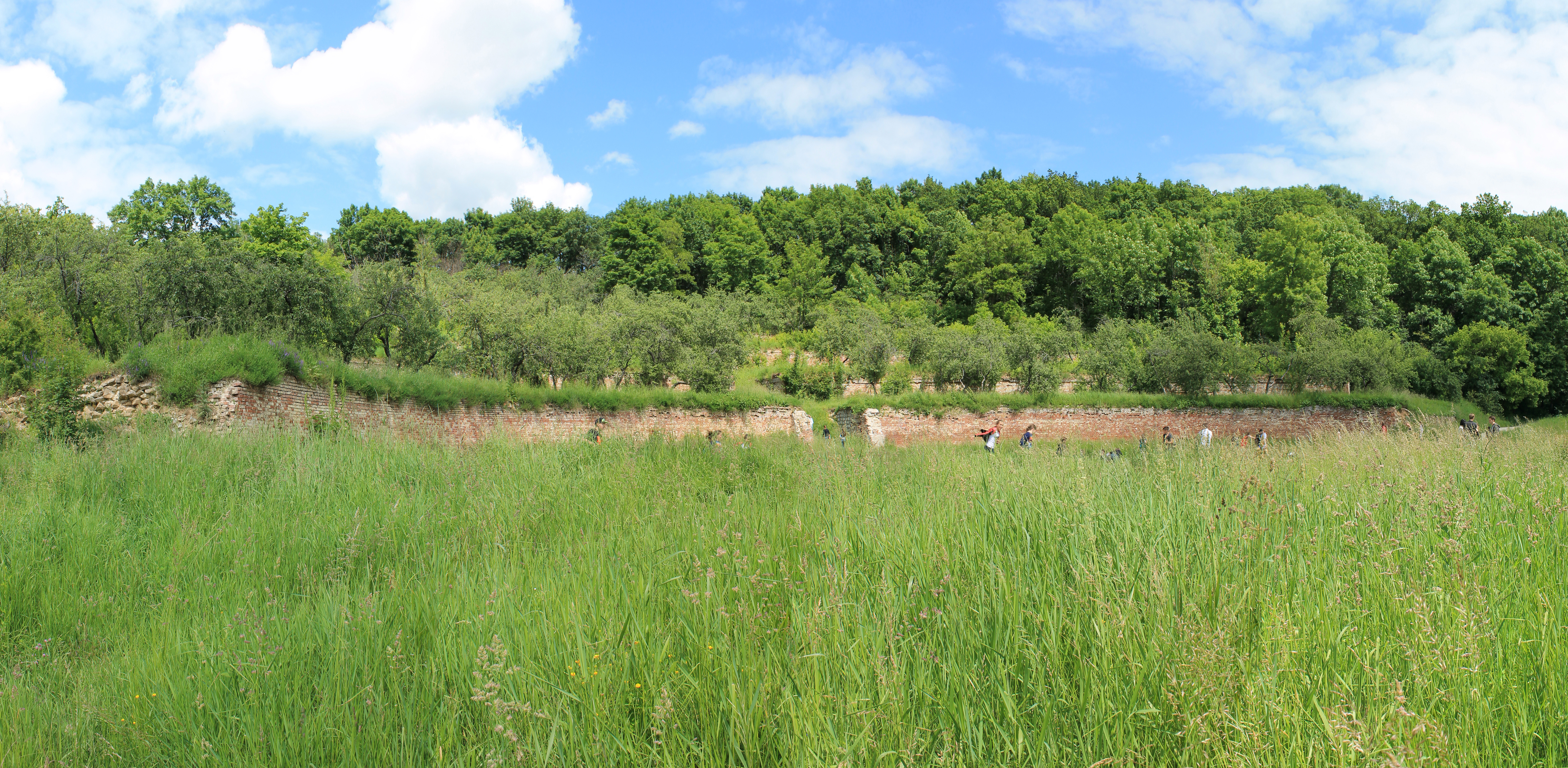
Загальний вид